# I Need a Man
I Need a Man è un singolo del gruppo musicale britannico Eurythmics, estratto dall'album di inediti Savage del 1987.

## Descrizione
È stato scritto dai membri del duo Annie Lennox e David A. Stewart e prodotto da Stewart. La canzone è stata pubblicata come terzo singolo nel Regno Unito e primo singolo negli Stati Uniti.
Il brano è pop/rock con un lavoro vocale aggressivo di Lennox, che spiega liricamente tutte le cose che lei non vuole in un uomo ("... and he don't wear a dress!"). 
"I Need a Man" è salita alla numero ventisei nella UK Singles Chart, mentre negli Stati Uniti la canzone ha raggiunto la posizione numero quarantasei della Billboard Hot 100, ma raggiunse la numero sei nella Hot Dance Club Play. Il brano è stato abbinato nel lato-A con Beethoven (I Love to Listen To) nel singolo americano da 12 pollici.

## Il video
Il video musicale è la seconda parte di una serie diretta da Sophie Muller. La prima parte, cioè il video della canzone Beethoven (I Love to Listen To), si è conclusa con il personaggio di Lennox che lascia la sua casa dopo aver trasformato se stessa, da una casalinga sciatta in una bionda sexy e maliziosa (à la Marilyn Monroe). Nella seconda parte il personaggio esegue "I Need a Man" in una discoteca in penombra.

## Classifiche
| Classifica (1988)              | Posizione più alta |
| ------------------------------ | ------------------ |
| Regno Unito                    | 26                 |
| Canada                         | 14                 |
| Irlanda                        | 23                 |
| Belgio                         | 23                 |
| Nuova Zelanda                  | 19                 |
| Billboard Hot 100              | 46                 |
| U.S. Billboard Dance Club Play | 6                  |